# ルイジ・ルケーニ

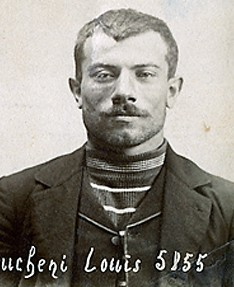
ルイジ・ルケーニ

ルイジ・ルケーニ（Luigi Lucheni、またはLuccheni、1873年4月22日 - 1910年10月19日）は
イタリアの無政府主義者。「国王暗殺者集団」のひとり。
フランツ・ヨーゼフ1世の皇后であるエリーザベトの暗殺者といわれている。

## 生涯
生後間もなくシングルマザーだった実母に養育を放棄され、幼少時代をパリの孤児院と里親の家で過ごす。9歳から鉄道員として働き始め、10代の頃からすでにヨーロッパ各地で活動していた。幼少の頃から優秀だったルケーニは、やがてイタリア軍に徴兵されると有能な兵士になり、何度も表彰されたが給料が不満で除隊した。除隊後、スイスに移住し、無政府主義に傾倒した。

### 犯行

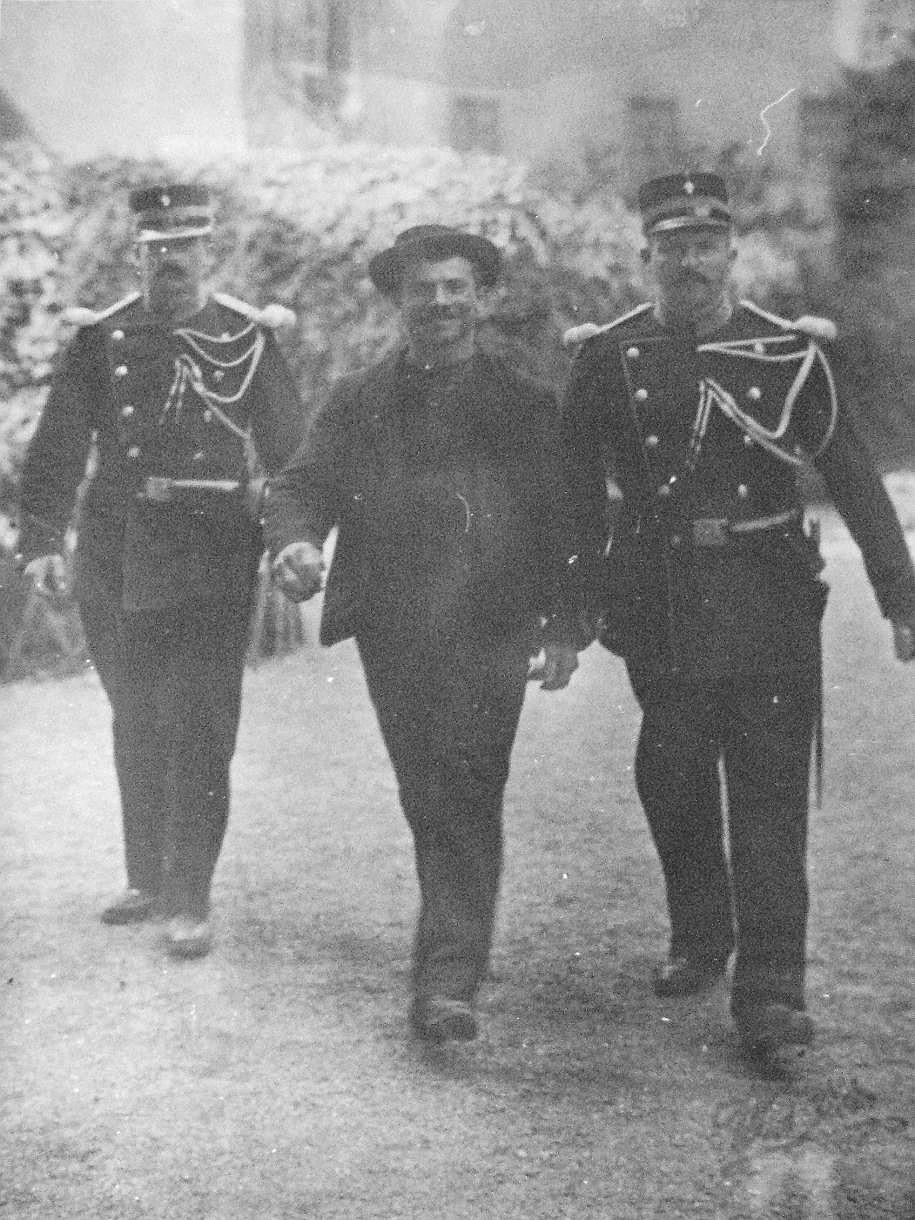
逮捕されたルケーニ

本来の目的はイタリア国王ウンベルト1世だったが、イタリアに戻るまでの旅費がなく、次に狙っていたフランスの王位継承候補オルレアン公フィリップは予定を変更し、すでにジュネーヴを発っていた。
そこで偶然エリーザベトの居場所を新聞で知り、ジュネーヴのレマン湖でエリーザベトを短剣のように尖らせたやすりで刺殺し、逮捕された。
警官からエリーザベトの死を知らされると大喜びし、「俺は心臓を狙った。満足だ」と誇らしげに答えた。取調べには「ルケーニ程の人間は皇后を殺しても、洗濯女を殺すような事はしない」と供述した。また、供述書には「働かざる者食うべからず」というフランスの古い労働運動のスローガンを引用した。貧しく不幸な育ち故に、仕事もせずに国民の血税で豪奢に暮らす、権力者である王侯を激しく憎悪し、「王侯を殺したかった。王侯なら誰でも良かった」とも話している
単独犯であるので犯行の栄誉は自分一人が負うべきと力説し、死刑を希望したが、裁判で終身刑の判決を受けた。11年の獄中生活を送り、独房の中で回顧録を書いた後、ベルトを使って首吊り自殺した。

### 回想録
- 『ルイジ・ルキーニ回顧録　皇妃エリザベートの暗殺者』
西川秀和訳・解説、集英社インターナショナル、2024年。ISBN 978-4797674484

## ミュージカル「エリザベート」
舞台になっている『エリザベート』では物語の進行役、狂言回しとして活躍する。ルケーニが逮捕されるときの服装（黒の帽子に黒のジャケット、黒のズボンという全身黒のいでたち）が主の衣装だが場面によってはタキシードや全身紫のコメディアンのような格好で登場したりする。なお、日本の公演では「ルキーニ」と表記されることがある。日本語の題名が『エリザベート』であるのは、日本ではその他の表記（「エリーザベト」など）に比べて、より一般的な単語として認知されているためである。
持ち歌は「Kitsch」「Milk(Milch)」「So wie man denkt」など。
また宝塚版とウィーン版では登場するシーンも微妙に違う。例えばミルクのシーンでは宝塚ではトートが市民たちを誘導するがウィーン版ではルケーニが誘導する。
宝塚歌劇団版　歴代キャスト（本公演）
- 1996年雪組→轟悠
- 1997年星組→紫吹淳
- 1998年宙組→湖月わたる
- 2002年花組→瀬奈じゅん
- 2005年月組→霧矢大夢
- 2007年雪組→音月桂
- 2009年月組→龍真咲
- 2014年花組→望海風斗
- 2016年宙組→愛月ひかる
- 2018年月組→月城かなと

東宝版　歴代キャスト

※2020年版は新型コロナウイルス感染症の流行の影響で全公演中止となったため、上演されていない。
- 髙嶋政宏（2000年～2012年）
- 山崎育三郎（2015年～2019年）
- 尾上松也（2015年、2020年）
- 成河（2016年、2019年）
- 上山竜治（2020年、2022年）
- 黒羽麻璃央（2020年、2022年）